# زباستیان کورتس
زِباستیان کورْتْس (به آلمانی: Sebastian Kurz) (زادهٔ ۲۷ اوت ۱۹۸۶) سیاستمدار اتریشی و صدراعظم پیشین اتریش. او از ژانویه ۲۰۲۰ تا ۹ اکتبر ۲۰۲۱ صدراعظم بود و در ۱۱ اکتبر ۲۰۲۱ تا ۶ دسامبر ۲۰۲۱ الکساندر شالنبرگ سمت صدراعظمی این کشور را بعد از کورتس بعهده داشت. کورتس پیشتر دسامبر ۲۰۱۷ تا مه ۲۰۱۹ نیز صدر اعظم بود. وی از اعضای حزب مردم اتریش و وزیر خارجه این کشور از سال ۲۰۱۳ تا ۲۰۱۷ بوده‌است.

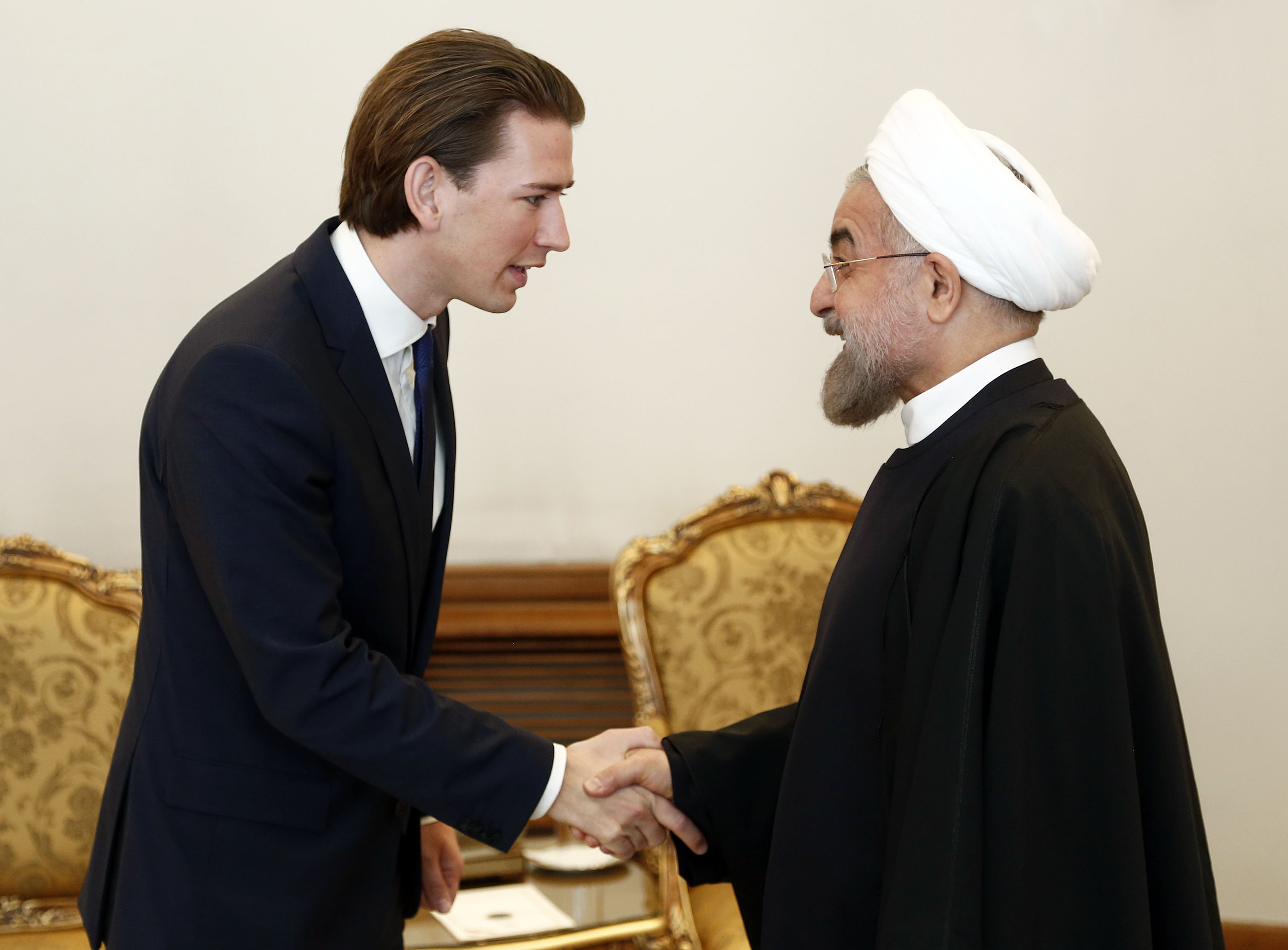
کورتس در دیدار با حسن روحانی، رئیس‌جمهور ایران، در تهران

وی در ۱۸ دسامبر ۲۰۱۷، در سن ۳۱ سالگی صدراعظم اتریش شد. کورتس جوان‌ترین رئیس دولت در اروپا بوده‌است. پس از واقعه ایبیزا و بدنبال دادن رأی عدم اعتماد به دولت کورتس از جانب شورای ملی پارلمان اتریش، کورتس در ۲۷ مه ۲۰۱۹ از کار برکنار شد و فردای آن روز هارتویگ لوگر توسط الکساندر فان در بلن جانشین کورتس شد. شش روز بعد در تاریخ ۳ ژوئن ۲۰۱۹ رئیس‌جمهور هارتویگ لوگر را بر کنار کرد و بریگیته بیرلاین را تا برگزاری انتخابات بعنوان صدراعظم اتریش اعلام کرد. تا ۷ ژانویه ۲۰۲۰ بریگیته بیرلاین صدراعظم این کشور بود و با برگزاری انتخابات اتریش، کورتس بار دیگر صدراعظم شد و در ۹ اکتبر ۲۰۲۱ به اتهام فساد مالی از سمت خود کناره‌گیری کرد و الکساندر شالنبرگ را به جای خود منصوب کرد و در ۱۱ اکتبر ۲۰۲۱ رئیس‌جمهور اتریش دولت شالنبرگ را به رسمیت شناخت.

## زندگی
کورتس متولد شهر وین، پایتخت اتریش است. او تنها فرزند خانواده است. پدرش مهندس و مادرش معلم دبیرستان است. وی در سال ۲۰۰۴ تحصیلات خود را به پایان رسانید و به خدمت دوره ضرورت رفت. در سال ۲۰۰۹ کورتس به ریاست شاخه جوانان حزب خلق اتریش رسید. وی همچنین بین سال‌های ۲۰۱۰ تا ۲۰۱۱ عضو شورای شهر وین نیز بود. در سال ۲۰۱۱ پستی مدیریتی در وزارت کشور اتریش به وی پیشنهاد شد و در نهایت در دسامبر سال ۲۰۱۳ به سمت وزیر خارجه این کشور رسید. وی را جوان‌ترین وزیر در تاریخ اتریش و جوان‌ترین وزیر خارجه در تاریخ جهان می‌دانند.

## پیامدهای واقعه ایبیزا
بدنبال واقعه ایبیزا و استعفای هاینتس-کریستیان اشتراخه، معاون صدراعظم اتریش که به فروپاشی دولت ائتلافی شامل دو حزب خلق اتریش و حزب آزادی اتریش منجر شد، در تاریخ ۲۷ مه ۲۰۱۹ پارلمان اتریش به دولت سباستین کورتس، صدراعظم این کشور، رای عدم اعتماد داد و او را که درگیر پرونده جنجالی فساد واقعه ایبیزا در دولت ائتلافی اتریش شده بود از کار برکنار کرد. برکناری رسمی کابینه کورتس توسط رئیس‌جمهور الکساندر فن در بلن اجرا شد.